# Salia brevilinealis
Salia brevilinealis är en fjärilsart som beskrevs av William Schaus 1916. Salia brevilinealis ingår i släktet Salia och familjen nattflyn. Inga underarter finns listade.